# Sadala (Jõgeva)
Sadala is een plaats in de Estlandse gemeente Jõgeva, provincie Jõgevamaa. De plaats heeft 272 inwoners (2021) en heeft de status van groter dorp of ‘vlek’ (Estisch: alevik).
Tot oktober 2017 behoorde Sadala tot de gemeente Torma, daarna tot de gemeente Jõgeva.

## Geschiedenis
Sadala werd voor het eerst genoemd in 1419 onder de naam Satyall. In 1624 heette het dorp Saddala. Het lag op het landgoed van Flemmingshof (Laius-Tähkvere, het centrum lag in het huidige dorp Tähkvere). In 1798 had Sadala een herberg, Saddala-Krug of Saddola-Krug. In 1977 kreeg het dorp de status van vlek. Het historische dorp lag wat zuidelijker dan de huidige plaats.